# محطة الراديو والتلفزيون كياشهر (كياشهر)
محطة الرادیو والتلفزیون کیاشهر (بالفارسية: ایستگاه رادیووتلویزیون کیاشهر) هي منطقة سكنية تقع في إيران في غيلان. يقدر عدد سكانها بـ 16 نسمة .